# Epulorhiza anaticula
Epulorhiza anaticula é uma espécie de fungo pertencente à família Tulasnellaceae.